# Orfeo 9
Orfeo 9 è un'opera rock scritta e composta da Tito Schipa Jr. e messa in scena per la prima volta al Teatro Sistina di Roma, il 23 gennaio 1970.
È una versione moderna del mito di Orfeo ed Euridice.
Nel 1973 l'opera divenne prima un doppio album e poi un film. Fra gli interpreti Penny Brown, Edoardo Nevola e gli ancora sconosciuti Loredana Bertè e Renato Zero.
La direzione musicale fu curata da Bill Conti. Fra i musicisti dell'album Tullio De Piscopo alla batteria.
Nel 2015 è uscito per la prima volta in DVD, autoprodotto dall'Associazione Culturale Tito Schipa. Nel cofanetto, composto di tre DVD, è compresa una ricostruzione integrale dello spettacolo originale del 1970.
Nel 2005 Editrice Zona ha pubblicato il libro Orfeo 9, Il making che racconta storia, personaggi e aneddoti dell'opera.

## Trama

### Atto I
In una regione indefinita, tra le rovine di una vecchia chiesa sconsacrata che domina una collina, un gruppo di ragazzi ha eletto il proprio rifugio, lontano dalla città industriale e da ogni impurità della civilizzazione massificante (Tre note – Overture).
Tre voci narranti invitano l’ascoltatore/spettatore a passare oltre la porta e visitare quel mondo (Invito).
L’inizio della vicenda trova i ragazzi ancora immersi nel sonno, negli attimi magici immediatamente precedenti il nascere del sole. Poi le prime voci, i primi movimenti del risveglio, i primi pensieri. E, uguale per tutti, il desiderio del sole e della sua luce vivificatrice (L’alba).
Quando il primo raggio fende la penombra delle rovine, mettendo fine all’incertezza dell’aurora, il canto sommesso di ognuno si tramuta in un’ovazione scatenata di saluto e di festa (Primo raggio di sole).
E il violento, improvviso acquazzone che si scatena inaspettato sul gruppo nulla può contro la luce che ormai risplende in una dimensione interiore, acquisita saldamente e a prova di ogni tipo di perturbazione, meteorologica o psichica che si voglia (Vieni sole).
L’unico a restarsene in disparte, indifferente a tanta gioia collettiva, è Orfeo, uno dei tanti, ma con tutti i suoi problemi ancora sulle spalle, chiuso in una scorza di solitudine ed egotismo che gli impediscono ogni possibilità di evasione dalla tristezza (Il risveglio di Orfeo).
L’unico momento diverso per lui, l’unico incontro della giornata, sembra essere il dialogo con il ragazzo del pane, colui che ha l’incarico di provvedere ai rifornimenti del gruppo facendo la spola tra la chiesa e la grande città che sorge in lontananza (Pane pane).
È con questo instancabile camminatore che Orfeo si abbandona ad un attimo di contatto umano, ascoltandone il racconto di una città fantastica, libera e deserta, dove la vita sembra essere di nuovo possibile e piacevole (La città sognata).
Ma è solo un sogno, precisa l’altro, e la vera metropoli è quella di sempre, ossessiva ed abbrutente (La ragazza che non volta il viso).
La comparsa di Euridice è per Orfeo la folgorazione. Per chiunque altro è soltanto l’arrivo di una ragazza nuova che si aggiunge alla tribù, ma negli occhi indescrivibilmente azzurri di lei Orfeo si scontra con la sintesi di ogni possibile, travolgente, assoluta liberazione dalle prigioni dell’individuale (Conflitti - Si rinnovi il vetusto concetto).
Lei è la Realtà, pura e autentica, che non ha bisogno di parole. Per un attimo solo, ma infinito, ama. E decide di unirsi per sempre alla creatura che gli ha donato la sola certezza della sua esistenza (Eccotela qui).
Il rito nuziale è subito celebrato (Dio), officiante lo stesso ragazzo del pane, con una cerimonia insieme semplicissima e profonda, cui tutti partecipano con auspici di felicità e amore per la nuova coppia (Senti Orfeo).
Ma attirato dai canti di gioia, giunge sul luogo dell’azione un bizzarro personaggio, venditore ambulante di felicità in gocce, che con l’ipnotica esposizione della sua filosofia basata sul “Bisogna essere PIÙ felici”, irretisce Orfeo in un magma di nuove incertezze, e dopo averlo portato sull’orlo della disperazione, gli vende Euridice stessa, gabellandogli per grosso affare quello che Orfeo possedeva già. Poi abbandona soddisfatto la zona, ma ormai l’irreparabile è compiuto. Euridice è per Orfeo un qualcosa che non nasce né si giustifica più in lui. E questo equivale ad averla perduta (Venditore di felicità).
L’atto si chiude sulla disperazione di Orfeo, che non ritrovando più l’oggetto del suo amore e la Realtà vaga fra le sue allucinazioni (Senti Orfeo (ripresa)).

### Atto II
Orfeo decide di abbandonare la chiesa sulla collina per ritrovare il bene perduto (Ciao).
Si trova per strada, da solo, incamminato verso un luogo che non conosce, sostenuto soltanto dalla sua ferma fede in ciò che vuole, “deve” ritrovare. E la strada gli porta una serie di nuovi incontri, esseri come lui in cammino, come lui tesi verso qualcosa che sia l’alternativa al vuoto della solitudine. Ognuno di loro offrirà ad Orfeo la propria soluzione, proponendogli di spartirla fraternamente per il bene comune. Ma Euridice è troppo impressa nella mente, e nessun paragone regge ogni volta che Orfeo si volta a confrontarne l’immagine con ciò che di volta in volta gli viene offerto (Per la strada).
Rifiuta così l’amore di una coppia di autostoppisti, che di amore dicono di averne tanto da poterlo dividere anche in tre (Seguici).
E se talvolta barcolla e sta per cedere alle proposte liberatorie dei suoi nuovi amici, è il Venditore che interviene ricomparendo dal nulla e riaccendendo in lui l’ossessione della fanciulla perduta (Venditore di felicità (ripresa)).
Rifiuta poi l’alternativa esoterica di una chiromante illuminata, che cerca di metterlo in guardia sui pericoli della strada che sta percorrendo (La chiromante).
Rifiuta anche il soggiorno nella città favolosa immaginata dal Vivandiere (Tema delle Stelle) in favore di un ricordo sfuggente di Euridice (Eccotela qui (ripresa)), nonostante quella città ora sia divenuta reale, un luogo “liberato” tramite il superamento dell’angoscia nucleare, una dimensione mentale attraverso la quale Orfeo si trova a passare durante il suo viaggio interiore. Così, con ogni rifiuto che oppone a chi gli offre una nuova verità, Orfeo distrugge in sé l’immagine di chi gli parla, e tira avanti (La bomba A).
L’alba seguente lo coglie alla periferia della città infernale, nei primi fumi delle ciminiere assassine (Da te per te).
In un girone di ombre senza volto, incapaci di esprimersi e di comprendere, la sua ricerca assume i caratteri di una domanda vuota, vana, ossessiva. Nessuno ha visto questa ragazza. Per l’ultima volta il Venditore cerca di irretirlo, facendo leva sulla sua debolezza, ma Orfeo riesce ad opporsi. L’unica parola che riecheggia nel suono sordo della metropoli, però, è il NO. Distrutto, Orfeo si accascia all’angolo di una via (La città fatta a inferno).
Il risuonare di un vecchio blues, gli accordi semplici di una chitarra e il calore di una voce umana, paiono un miracolo sublime nell’inferno dei suoni metallici. Un nero canta la vecchia favola del tale che perse la sua bella per essersi voltato indietro invece di fidarsi di lei. Con lui, un chitarrista semi addormentato e una ragazza vestita con una giacca da uomo troppo grande per lei. Nel ritorno della musica, della sua musica, è l’ultima occasione che Orfeo avrebbe per riconoscere Euridice, mai veramente trovata, mai veramente perduta (Una vecchia favola).
Ma i due si sfiorano ancora una volta senza che i loro occhi si incontrino. Forse la musica del blues era troppo povera, forse il venditore è ricomparso in lontananza, forse lo smog ha velato gli occhi chiari di lei (Ritorno ad un sogno).
Orfeo riprende il cammino e scompare tra i vapori oscuri della “città fatta a inferno” (Eccoti alla fine).

## Numeri musicali
Atto primo
1. Tre note (Ouverture) [solo nella versione cinematografica]
2. Invito
3. L'alba
4. Primo raggio di Sole [solo nella versione teatrale]
5. Vieni Sole
6. Il risveglio di Orfeo
7. Pane pane
8. La città sognata
9. La ragazza che non volta il viso
10. Conflitti [solo nella versione teatrale]
11. Si rinnovi il vetusto concetto [solo nella versione teatrale]
12. Eccotela qui
13. Dio [solo nella versione teatrale]
14. Senti Orfeo [solo nella versione cinematografica]
15. Venditore di felicità
16. Invocazione del santone [solo nella versione teatrale]
17. Senti Orfeo (ripresa) [solo nella versione cinematografica]
18. Finale atto I

Atto secondo
1. Ciao
2. Per la strada
3. La coppia [solo nella versione teatrale]
4. Seguici [solo nella versione cinematografica]
5. Venditore di felicità (ripresa)
6. La chiromante
7. Tema delle stelle
8. Ma perché, la cerchi ancora? [solo nella versione teatrale]
9. Eccotela qui (ripresa) [solo nella versione cinematografica]
10. La bomba A
11. Voci dalla città [solo nella versione teatrale]
12. Da te per te
13. La città fatta a inferno
14. Una vecchia favola
15. Ritorno ad un sogno [solo nella versione cinematografica]
16. Eccoti alla fine

## Interpreti

### Teatro[2]

#### Ruoli principali
- Tito Schipa jr. - Orfeo
- Virginie - Euridice
- Alberto Dentice - Vivandiere
- Simon Catlin - Venditore di Felicità
- Claudia Rittore - Autostoppista
- Giovanni Ullu - Autostoppista
- Monica Miguel - Chiromante
- Bernhard Ioan Siegel - Santone
- Derry - Bluesman

#### Partecipazioni
- Frances Burgees
- Giselda Castrini
- Andro Cecovini
- Eleonor
- Tony Gaggia
- Armando Giuliani
- Eva Maria Kallinger
- Giovanna Nicolai
- Paola De’ Sanctis Ricciardone
- Philip Von Reutter
- Massimo Roderi
- Louis Yannotta

### Film[3]

#### Ruoli principali
- Loredana Bertè - Narratore
- Penny Brown - Narratore
- Marco Piacente – Narratore
- Tito Schipa jr. - Orfeo
- Edoardo Nevola - Vivandiere
- Eva Axen - Euridice
- Renato Zero - Venditore di Felicità
- Chrystel Dane  - Autostoppista
- Roberto Bonanni - Autostoppista
- Monica Miguel - Chiromante
- Ron Mardenbro - Bluesman

#### Partecipazioni
- Freddy Abbass
- Peter Deno
- Giovanna Di Bernardo
- Paolo Granata
- Aldina Martano
- Danilo Moroni
- Giovanni Rosselli
- Eleonora “Rori” Zani

- Filmati durante le registrazioni delle musiche del film, compaiono inoltre:
- Gisella Fusi
- Mara Marzarotto
- Giovanni Ullu - canto in L'alba
- Santino Rocchetti - canto in Vieni sole
- Dino Comolli - voce del Cittadino in La città fatta a inferno
- Ronnie Jones - voce del blues-singer in Una vecchia favola
- Ann Collin - voce “vocalizzante” in Eccotela qui (ripresa)
- Bill Conti - sè stesso
- Joel Van Droogenbroeck - sè stesso

## Musicisti
Versione teatrale del 1970:
- Bill Elliott - pianoforte, organo, direzione musicale
- Marco Piacente - chitarra acustica
- Romeo Piccinno - chitarra elettrica
- Bob O'Toole - chitarra elettrica
- Mario Piccinno - batteria
- Claudio Barbera - basso
- Patrick Goldsztejn - flauto

Versione album del 1972:
- Tito Schipa Jr. - voce, pianoforte, sintetizzatore, percussioni
- Giovanni Ullu - voce in L'alba[3]
- Santino Rocchetti - voce in Vieni sole[3]
- Dino Comolli - voce del Cittadino in La città fatta a inferno[3]
- Ronnie Jones - voce del blues-singer in Una vecchia favola[3]
- Ann Collin - voce vocalizzante in Eccotela qui (ripresa)[3]
- Joel Van Droogenbroek - organo Hammond, sitar, flauto traverso
- Andrea Sacchi - chitarra acustica, chitarra elettrica
- Ernesto Massimo Verardi - chitarra acustica, chitarra a 12 corde
- Sergio Farina - chitarra elettrica
- Mario Fales - chitarra acustica in Una vecchia favola
- Bruno Crovetto - basso
- Tullio De Piscopo - batteria, timpani
- Pasquale Liguori - percussioni
- Bill Conti - tastiera, sintetizzatore
- Angelo Faglia - tromba

## Discografia

### 33 giri
- 1972 - Orfeo 9 (Fonit Cetra, LPX 16/17)

### 45 giri
- 1972 - Per la strada/Da te per te (Fonit Cetra, SP 1514)
- 1979 - Venditore di felicità/La città fatta a inferno (Fonit Cetra, JB 722)

### Audiocassette
- 1986 - Orfeo 9 (Fonit Cetra, MC 248/249)

### CD
- 1991 - Orfeo 9 (Fonit Cetra, CDLP 427)